# Championnats du monde de cyclisme sur route 1954
Navigation
Lugano 1953 Frascati 1955
Les championnats du monde de cyclisme sur route 1954 ont eu lieu le 22 août 1954 à Solingen en Allemagne de l'Ouest.
La course en ligne des professionnels est remportée par le Français Louison Bobet.

## Résultats
| Épreuves :                          | Or                        | Or              | Argent                 | Argent | Bronze                        | Bronze       |
| Professionnels                      |                           |                 |                        |        |                               |              |
| Hommes - course en ligne            | Louison Bobet France      | 7 h 24 min 36 s | Fritz Schaer Suisse    | + 12 s | Charly Gaul Luxembourg        | + 2 min 12 s |
| Amateurs                            |                           |                 |                        |        |                               |              |
| Hommes - amateurs - course en ligne | Emiel Van Cauter Belgique | -               | Hans Andresen Danemark | -      | Martin Van den Borgh Pays-Bas | -            |

## Tableau des médailles
| Rang  | Nation     | Or | Argent | Bronze | Total |
| ----- | ---------- | -- | ------ | ------ | ----- |
| 1     | Belgique   | 1  | 0      | 0      | 1     |
| 1     | France     | 1  | 0      | 0      | 1     |
| 3     | Danemark   | 0  | 1      | 0      | 1     |
| 3     | Suisse     | 0  | 1      | 0      | 1     |
| 5     | Luxembourg | 0  | 0      | 1      | 1     |
| 5     | Pays-Bas   | 0  | 0      | 1      | 1     |
| Total | Total      | 2  | 2      | 2      | 6     |